# Deh Mīreh
Deh Mīreh (persiska: ده میره, Deh Mīraḩmad) är en ort i Iran.   Den ligger i provinsen Kermanshah, i den västra delen av landet, 500 km väster om huvudstaden Teheran. Deh Mīreh ligger 1 319 meter över havet och antalet invånare är 114.
Terrängen runt Deh Mīreh är huvudsakligen platt, men åt nordost är den kuperad.Runt Deh Mīreh är det ganska tätbefolkat, med 185 invånare per kvadratkilometer. Närmaste större samhälle är Ravānsar, 18,7 km norr om Deh Mīreh. Trakten runt Deh Mīreh består till största delen av jordbruksmark.